# La Reine Margot (film, 1954)
Pour les articles homonymes, voir La Reine Margot (homonymie).
Pour plus de détails, voir Fiche technique et Distribution.
La Reine Margot est un film français réalisé par Jean Dréville en 1954, sur un scénario d'Abel Gance, d’après le roman d'Alexandre Dumas père.

## Synopsis
La vie à la cour et à Paris autour du massacre de la Saint-Barthélemy en août 1572.
Deux cavaliers chevauchent vers Paris porteurs d'un message pour leurs seigneurs respectifs. L'un est un fidèle de Henri de Navarre, l’autre du duc de Guise.

## Fiche technique
- Réalisation : Jean Dréville, assisté de Louis Pascal, Jean Lefèvre, Carlo Lombardini
- Scénario : d'après le roman d’Alexandre Dumas
- Adaptation : Abel Gance, Jacques Companeez
- Dialogues : Paul Andréota
- Conseiller artistique : Georges Guyonnet
- Photographie : Henri Alekan, assisté de Roger Hubert
- Opérateur : Gustave Raulet, assisté de Jean-Marie Maillols, Roland Paillas
- Musique : Paul Misraki, (éditions Impéria) - Direction musicale : Marc Lanjean
- Décors : Henri Schmitt et Maurice Colasson, assistés de Jacques d'Ovidio et Alexandre Hinkins
- Maquettes et costumes : Rosine Delamare, assistée de Georgette Fillon et Pierre Marcade
- Exécution des costumes : Mme Gromtzeff
- Duels réglés par maître Gardère
- Montage : Gabriel Rongier
- Son : Émile Lagarde
- Maquillage : Georges Bouban, Omer Bouban, Janine Jarreau
- Photographe de plateau : Emile Lowenthal
- Script-girl : Lucile Costa
- Régisseur général : Jacques Pignier, assisté d'Hubert Mérial
- Ensemblier : Jean Alexandre
- Effets spéciaux réglés par Sensitoflex
- Tournage du 22 avril au 12 août 1954 dans les studios d'Épinay-sur-Seine
- Pellicule 35mm, couleur par Eastmancolor
- Production franco-italienne : Lux Films, Films Vendôme (Paris) - Lux Films (Rome)
- Chefs de production : Adolphe Osso, Claude Plessis, Pierre Gurco-Salice
- Directeur de production : Armand Bécue
- Distribution : Lux
- Durée : 93 minutes
- Genre : drame historique
- Première présentation le 25 novembre 1954
- Visa d'exploitation : 15278
- Affiches : Jacques Fourastié, Pierre Levé (France)

## Distribution
- Jeanne Moreau : Marguerite de Valois
- Armando Francioli : Joseph Lerac de la Mole (doublé en français par Jacques Toja)
- Henri Génès : Hannibal de Coconas
- Robert Porte : Charles IX
- André Versini : Henri de Navarre
- Françoise Rosay : Catherine de Médicis
- Vittorio Sanipoli : Maurevel
- Fiorella Mari : Henriette de Nevers
- Patrizia Lari : Charlotte de Sauve
- Daniel Ceccaldi : Henri d'Anjou
- Louis de Funès : René Bianchi (le mage qui tourne les pages)
- Jacques Eyser : Caboche
- Guy Kerner : duc Henri de Guise
- Louis Arbessier : amiral Gaspard de Coligny
- Nicole Riche : Gilonne
- Jean Temerson : aubergiste de La Belle Étoile
- Robert Moor : procureur
- Olivier Mathot : Pierre
- Jean-Roger Caussimon : gouverneur de la prison
- Jean Lanier : Ambroise Paré
- Marc Valbel : voix narrateur
- Georges Demas : un garde
- Pierre-Jacques Moncorbier : un huguenot
- Pâquerette : une femme dans l'auberge
- Serge Sauvion : le garde de la chapelle
- Jean Thielment : l’aide du bourreau
- Jacques Bézard
- René Blancard
- Jean-Marie Bon
- André Collombet
- Jean Duval
- Carlo Lombardi
- Jean Morel
- Guy Saint-Clair
- Jean-Claude Rémoleux

## Autour du film
Une autre adaptation du roman de Dumas a été réalisée en 1994 par Patrice Chéreau avec Isabelle Adjani. Voir : La Reine Margot.
- Dans la version intégrale présentée en salle à la sortie du film, une séquence a été censurée par la suite, tant au cinéma qu'à la télé ou en DVD. On y voyait Jeanne Moreau, intégralement nue et en couleurs. Lors de la diffusion TV du 24 décembre 89, la séquence existe avec la doublure de Jeanne Moreau.
- En 1954 et 1955 sortent trois films franco-italiens : La Reine Margot, Lucrèce Borgia de Christian-Jaque (1954) et La Tour de Nesle d'Abel Gance (1955). Ils ont comme points communs notables le fait d'être en couleur (le premier long-métrage français en couleur daterait de 1947 : Le Mariage de Ramuntcho de Max de Vaucorbeil), d'être axés sur un personnage féminin historique et de comporter des scènes de nu (féminins).